# Pixé
O Pixé, também conhecido como paçoca cuiabana, é um típico doce  do estado de Mato Grosso preparado com milho torrado, açúcar e canela e servido em cones de papel ou potinhos de plástico. Antigamente o milho era socado no pilão, atualmente já é processado com auxílio de uma máquina. Encontra-se à venda em lojas de produtos típicos cuiabanos. 